# Chaetomium anguipilium
Chaetomium anguipilium är en svampart som beskrevs av L.M. Ames 1963. Chaetomium anguipilium ingår i släktet Chaetomium och familjen Chaetomiaceae.   Inga underarter finns listade i Catalogue of Life.